# Sigurd Lange

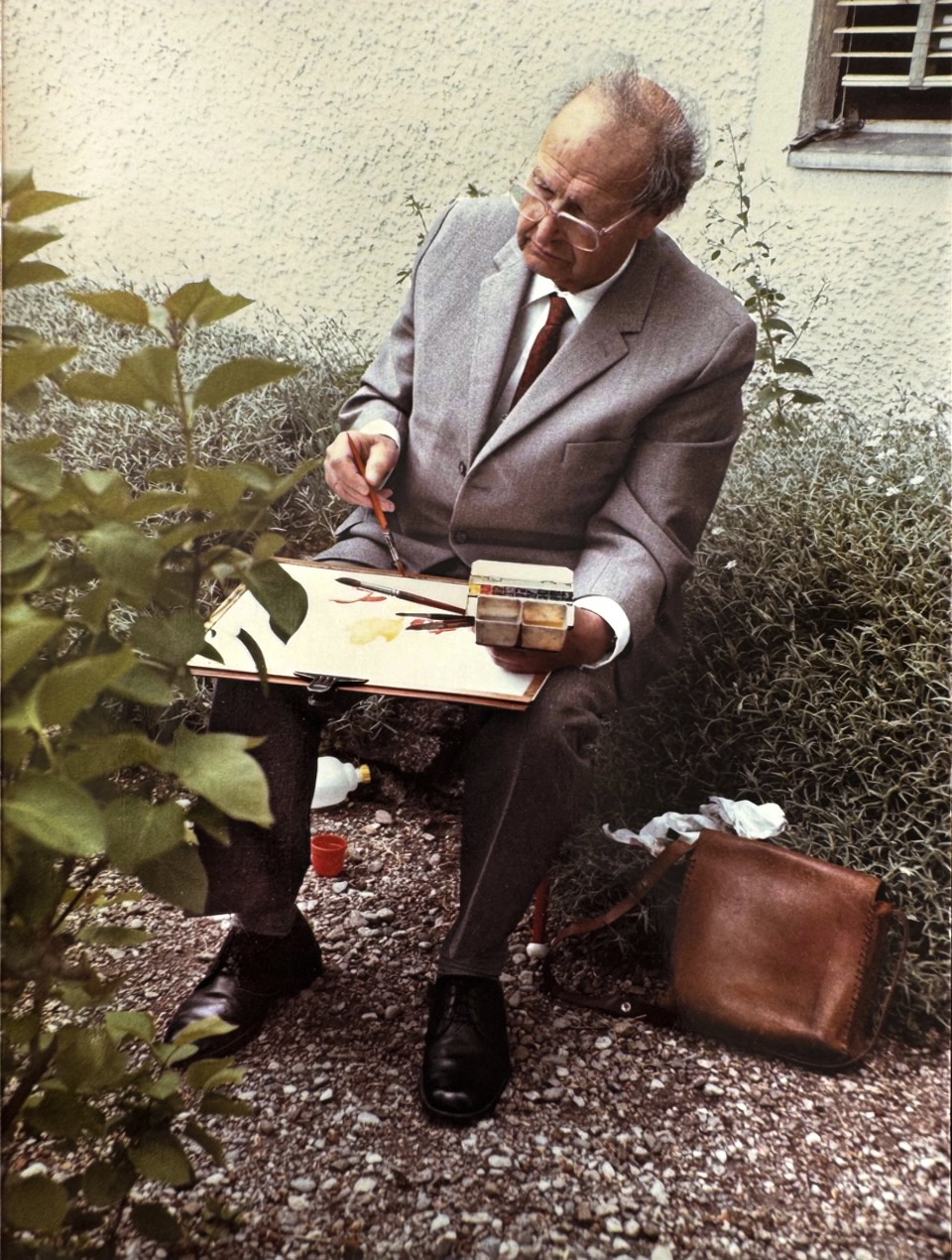
Sigurd Lange, 1983

Sigurd Lange (* 20. Oktober 1904 in Berlin; † 8. Dezember 2000 in Kaltental) war ein deutscher Maler und Grafiker.

## Leben

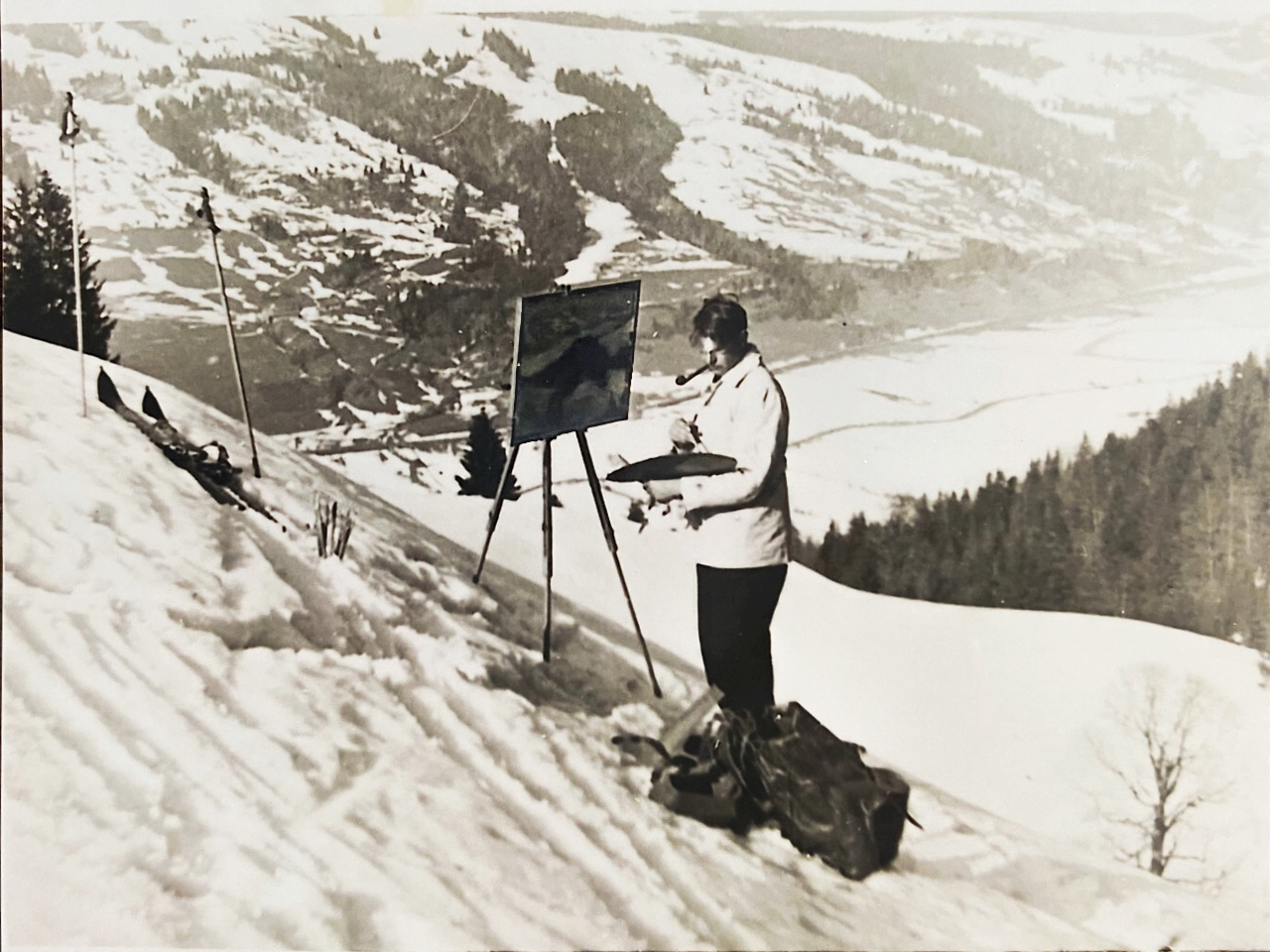
Sigurd Lange, 1935

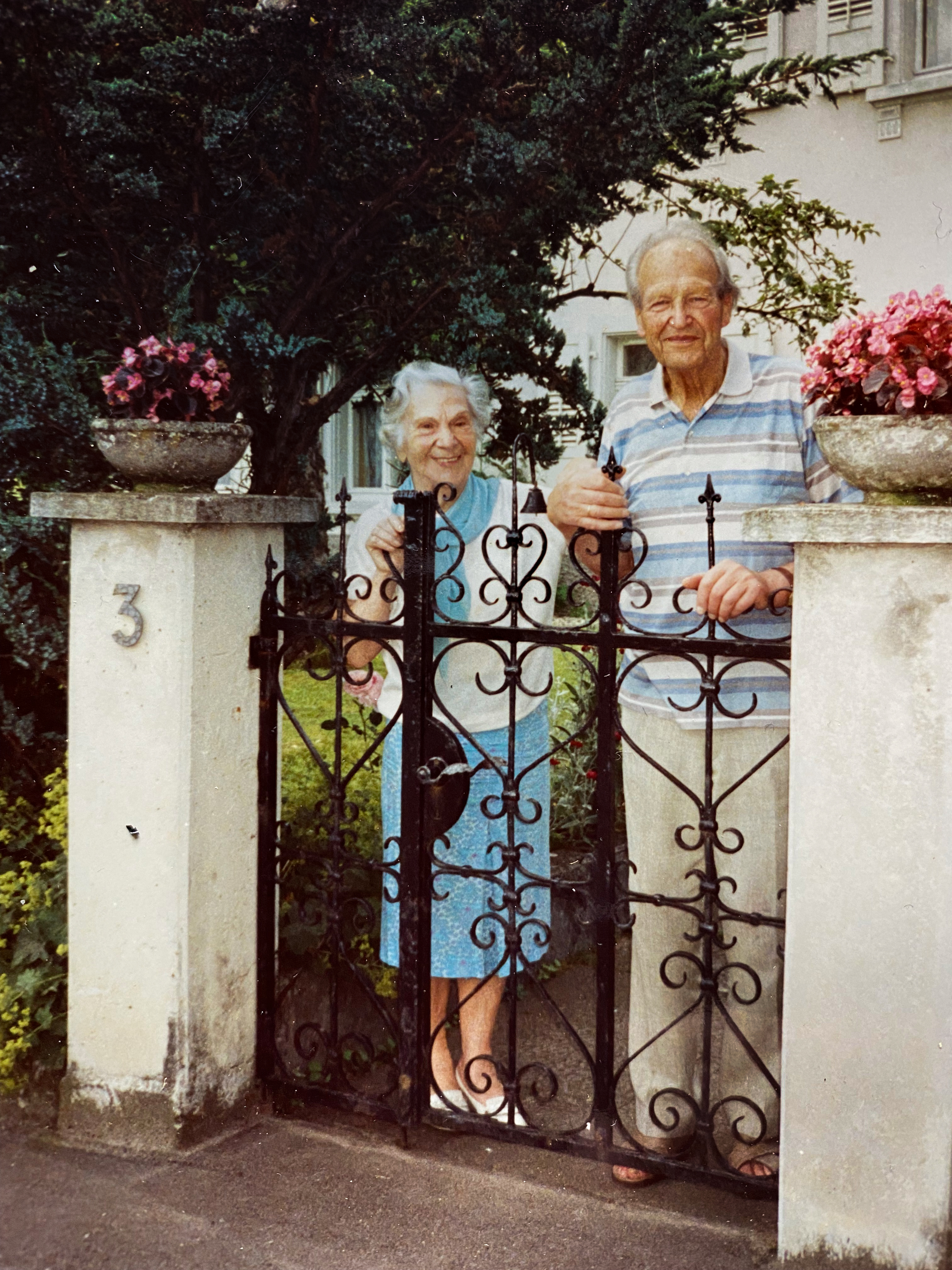
Else und Sigurd Lange, 1993

Lange wurde als eines von sechs Kindern des Kunstmalers Fritz Lange-Dedekam (1860–1931) und der gebürtigen Norwegerin Aasta Dedekam in Berlin geboren. Er verbrachte Teile seiner Kindheit und Jugend im fränkischen Wertheim und dann im hessischen Gießen, wo er das Gymnasium besuchte und das Abitur ablegte. Seine künstlerische Ausbildung begann Lange bei seinem Vater und anschließend beim Expressionisten und Kunstprofessor Willy Jaeckel, wobei er anfangs vor allem Porträts malte. Von 1926 bis 1931 studierte er an der Hochschule für die Bildenden Künste in Berlin bei den Professoren Ferdinand Spiegel und Paul Plontke. Zu Anfang seiner beruflichen Laufbahn als freischaffender Künstler bekam er Aufträge vom Gießener Anzeiger, wo er für Sonderausgaben Grafiken von hessischen Stadtansichten und Landschaften anfertigte.
Auf einer geplanten Reise nach Italien lernte er in Meersburg am Bodensee die aus Pfullendorf kommende Else Waldschütz kennen. Sie heirateten und er zog 1935 zu ihr in die badische Kleinstadt Pfullendorf.
Während des Zweiten Weltkriegs war er Soldat. In einem Skizzenbuch aus dieser Zeit hielt er Kriegseindrücke – weniger direkte Gräuel, sondern Bilder und Skizzen von tieftraurigen Soldaten oder trotz des in ihnen herrschenden Krieges idyllischen Landschaften – fest. Er war nach dem Krieg in amerikanischer und dann in französischer Kriegsgefangenschaft; durch das Tauschen seiner Werke gegen Lebensmittel konnte er in dieser Zeit einige seiner Kameraden miternähren. Aus der Kriegsgefangenschaft wurde er im Oktober 1945 vorzeitig entlassen, um im Auftrag der französischen Stadtkommandantur von Pfullendorf künstlerisch tätig zu sein.
1950 gehörte Lange in Überlingen zu den Gründungsmitgliedern der Fachgruppe Bildende Künste des Internationalen Bodensee-Clubs. Ebenso wurde er Teil der Künstlergruppe Singener Maler, mit der er in der Nachkriegszeit häufig auf der Großen Singener Kunstausstellung sowie auf diversen weiteren Ausstellungen vertreten war. Freundschaften und Bekanntschaften pflegte er unter anderem mit Curth Georg Becker, Otto Dix, Erich Heckel, Werner Mollweide, Hans Erwin Steinbach und Hans Sauerbruch. Lange war oft auf Motivsuche mit Fahrrad und Skizzenblock im Linzgau und am Bodensee unterwegs. Er machte diverse Studienreisen in Europa, so unternahm er etwa 1953 mit dem Fahrrad eine dreimonatige Studienreise nach Rom.
Lange blieb bis zu seinem Tod künstlerisch tätig und skizzierte beispielsweise 1999 eine Musikergruppe, die anlässlich seiner Ernennung zum Ehrenbürger von Pfullendorf spielte. Er starb am 8. Dezember 2000 im Alter von 96 Jahren.

## Werk
Langes Werk gilt als vom Impressionismus und Expressionismus beeinflusst. Er arbeitete in verschiedenen Techniken wie unter anderem Öl-, Gouache-, Enkaustik-, Tempera- und Aquarellmalerei sowie Holz- und Materialschnitt, Radierung, Lithografie und Siebdruck. Im Bereich der baugebundenen Kunst schuf er Fresken, Glasfenster und Sgraffiti. Zudem malte er Blumenbilder, Landschaften, Stadtansichten, Figürliches sowie zahlreiche Porträts, die ihm ein gesichertes Auskommen verschafften.
Seine Werke zeigen Motive aus den Regionen Linzgau und Bodensee sowie von Reisen in andere europäische Länder, wobei die Landschaftsaquarelle laut Allgemeinen Künstlerlexikon mit „kraftvollem Pinselduktus und leuchtenden Farben bestechen“. Der schwäbische Kunstkritiker Bruno Effinger sah die Farbe als „zentrales Anliegen bei Lange“. Farbe sei bei Lange „das Medium, die Natur verwandeln und verherrlichen zu können“, und er sei gerade durch seine „handwerkliche Beherrschung der Farbe“ als Aquarellmaler bekannt geworden. In seiner Kunst herrsche „Harmonie, in der sich eine schöne und gelassene Welt auftut“, so Effinger anlässlich einer Ausstellung zu Langes 80. Geburtstag.
Bilder, Reliefs oder Fresken von ihm sind unter anderem in den Regierungspräsidien Mittelhessen, Tübingen und Freiburg, im Landratsamt Sigmaringen und im Rathaus Pfullendorf zu finden. Aufträge erhielt er auch aus Skandinavien und Amerika. Er schuf ein Buntglasfenster für die Evangelische Christuskirche Pfullendorf und eines seiner Wandgemälde „Erntezeit“ für die Freiherr-vom-Stein-Schule in Ostrach. Nach dem Abbruch der Freiherr-vom-Stein-Schule fand das Wandgemälde im Jahr 2009 in der Ostrachtalschule einen neuen Platz.

## Galerie

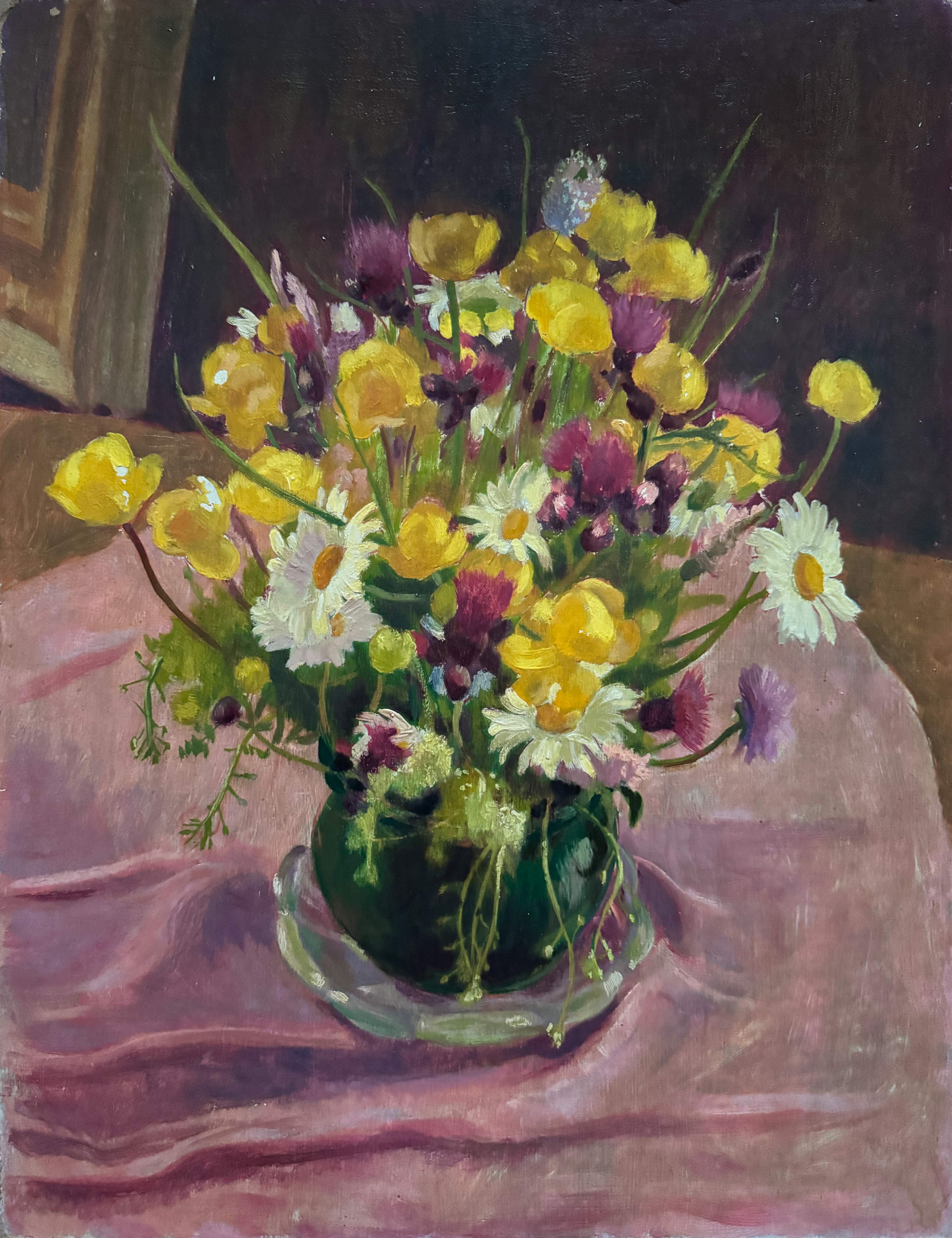
Blumenstrauß, 1935
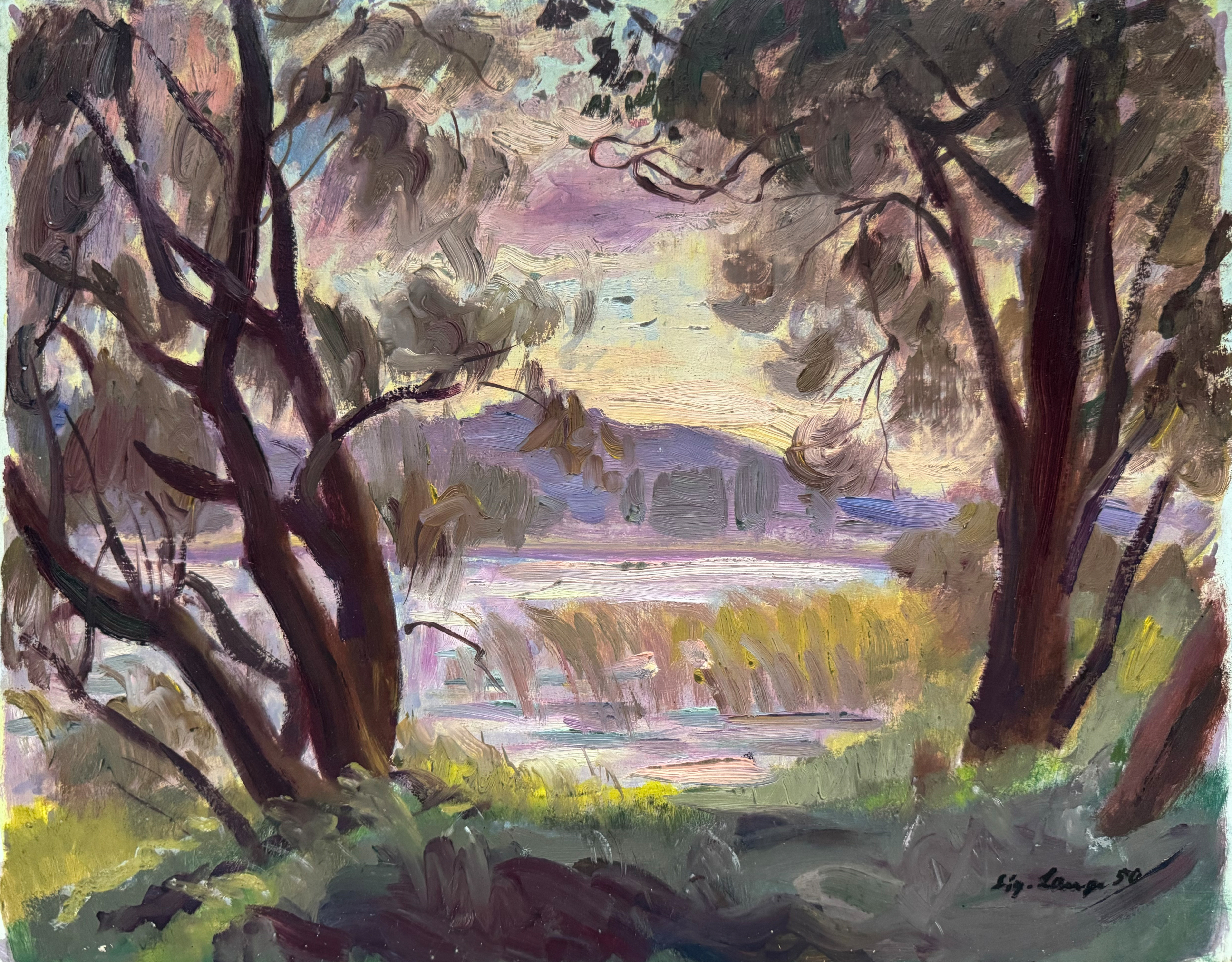
Bodenseelandschaft, 1950
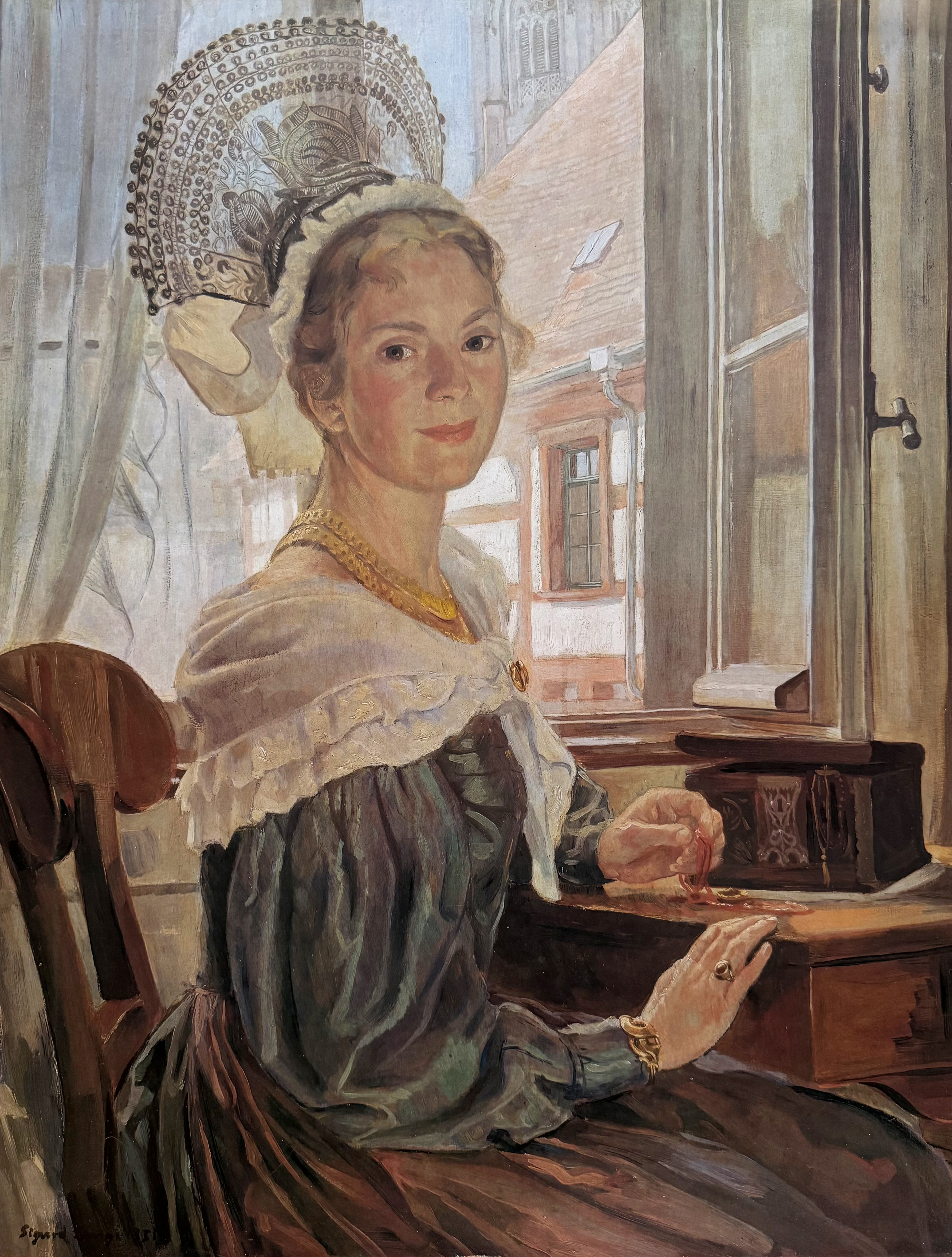
Else Lange, 1935
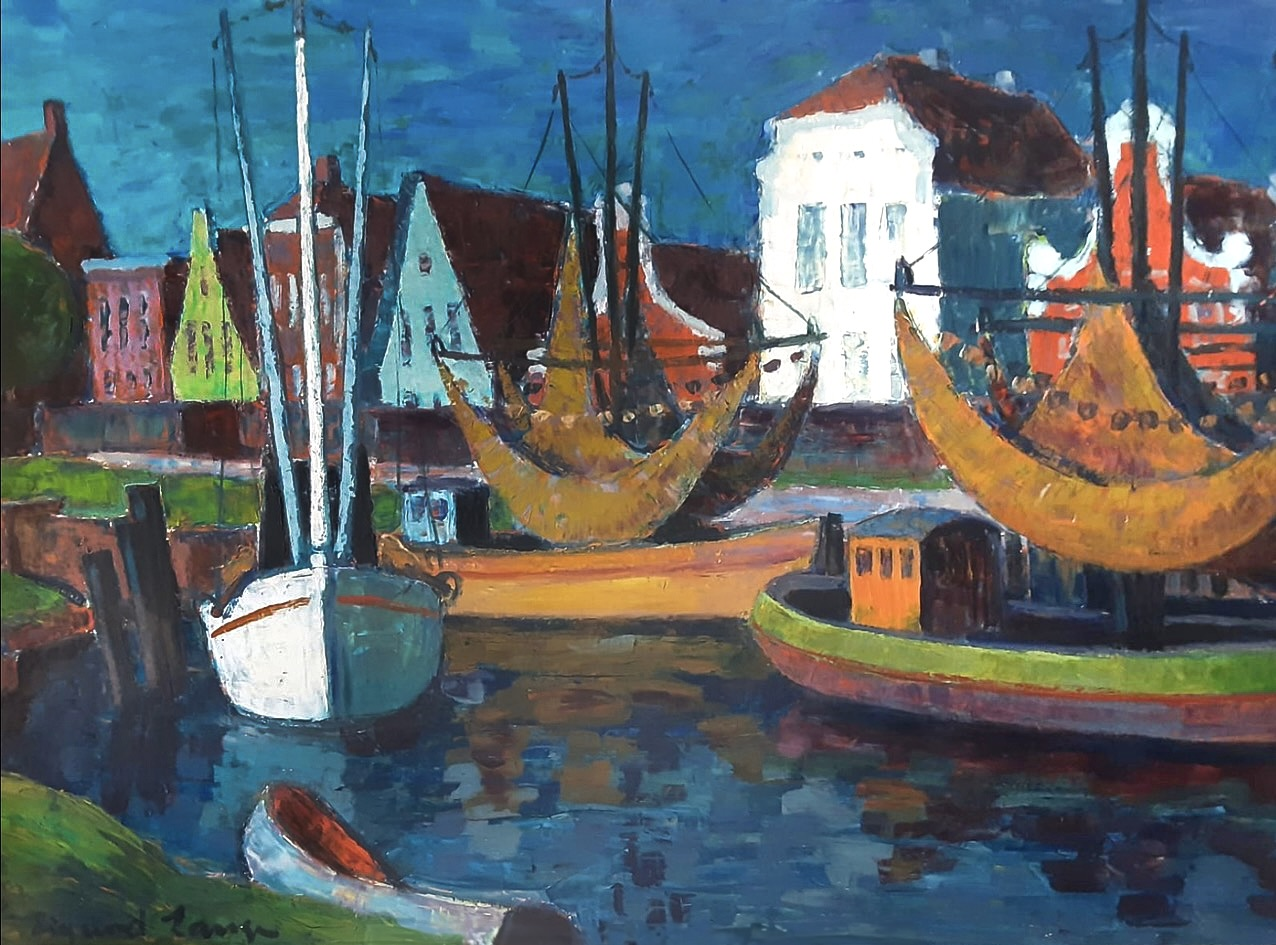
Greet Siel, undatiert
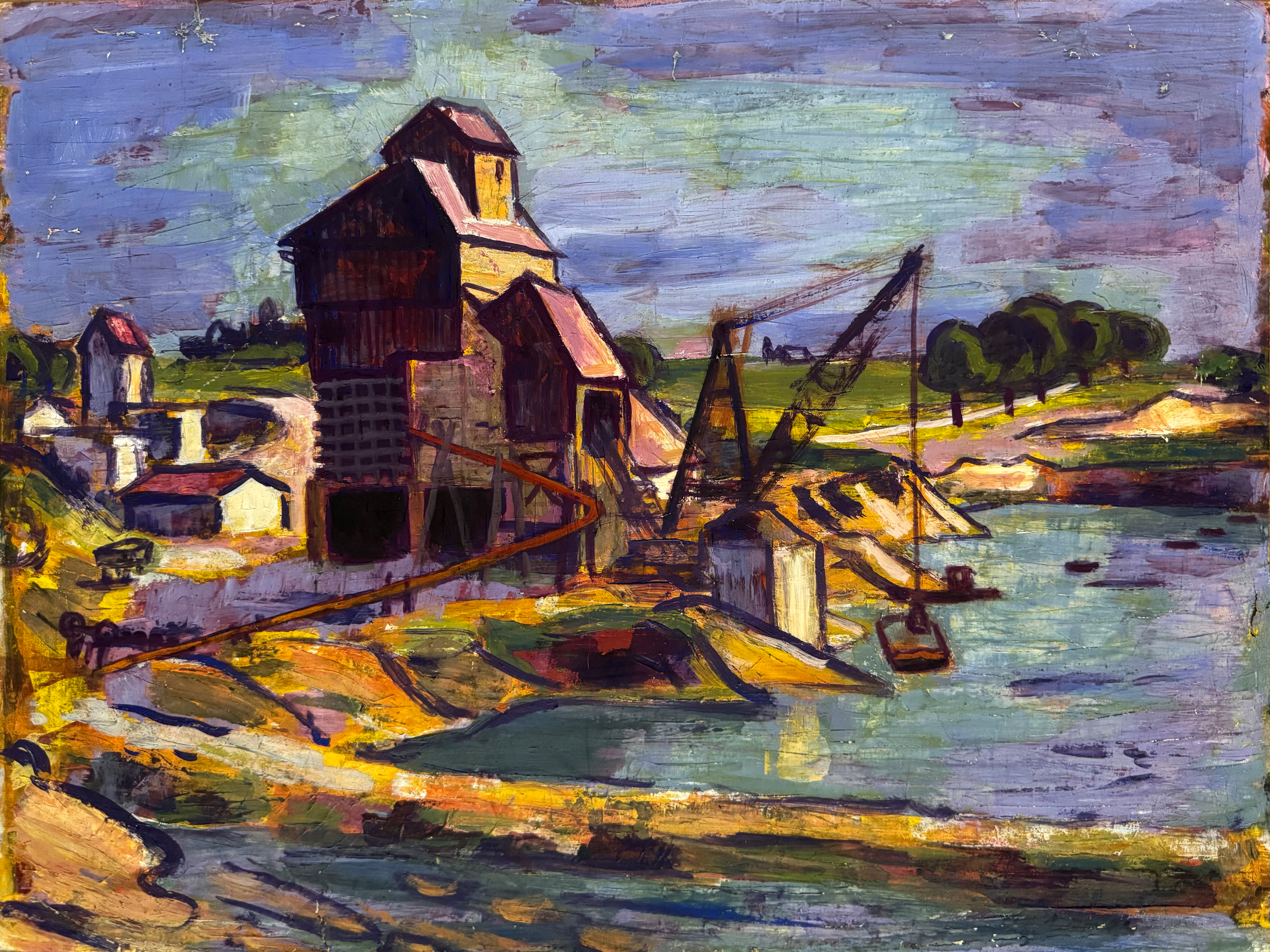
Pfullendorfer Kieswerk, undatiert
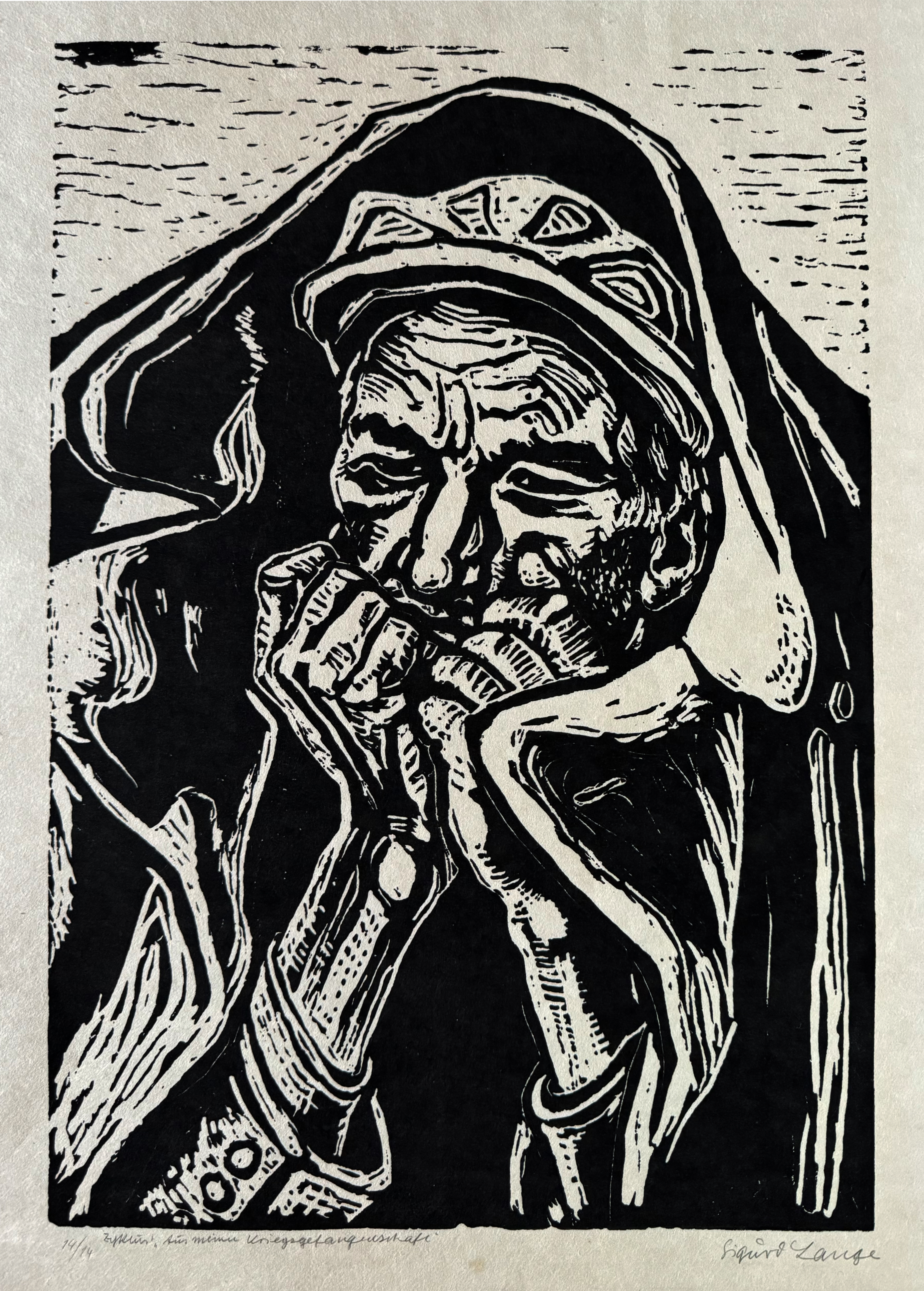
Zyklus Kriegsgefangenschaft, 1945

## Ehrungen und Ausstellungen
1991 veröffentlichte der Landkreis Sigmaringen im Jahr 1991 eine Kunstmappe mit Werken von Lange. 1999 erhielt Sigurd Lange die Ehrenbürgerwürde seines Wohnortes Pfullendorf. 2006 wurde eine Straße im Pfullendorfer Wohngebiet Hohkreuzerlänge nach ihm benannt.
Lange beteiligte sich zu Lebzeiten an Ausstellungen unter anderem in Gießen, Frankfurt am Main, Hamburg, Konstanz, Freiburg, Stuttgart, Bad Nauheim sowie im ganzen Bodenseeraum. Seine Kriegsbilder wurden 1995 im Rahmen einer Ausstellung zu Krieg und Diktatur im Spiegel der Kunst der Bodenseeregion gezeigt. Im Jahr 1999 begann in der städtischen Galerie von Pfullendorf eine Dauerausstellung mit über 70 Bildern von Lange. 2004 fand anlässlich des 100. Geburtstages von Lange eine Ausstellung mit Werken aus vier Generationen der Künstlerfamilie Lange statt, neben Lange selbst wurden Werke von Langes Vater, Langes Kindern und Enkelkindern präsentiert. 2010 erfolgte eine weitere Ausstellung über Sigurd Lange in der Galerie Gunzoburg in Überlingen. 2023 wurde eine Ausstellung in der Kreisgalerie im Schloss Meßkirch über Gemälde, die den Landkreis Sigmaringen porträtieren, eröffnet, darunter auch mit Bildern von Lange.